# Hoplitomeryx

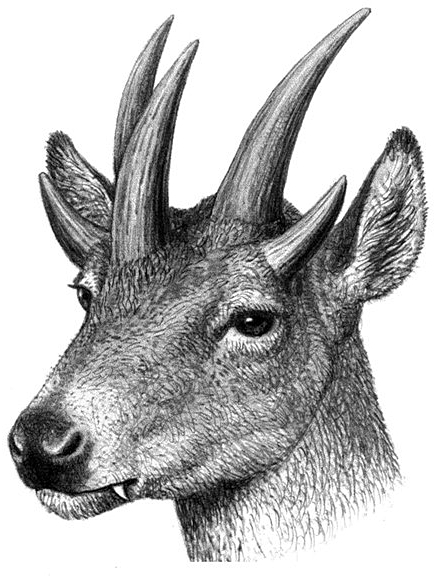

Hoplitomeryx — рід вимерлих оленеподібних, які жили на колишньому острові Гаргано в міоцені та ранньому пліоцені, нині півострові на східному узбережжі Південної Італії. Гоплітомерикс мав п'ять рогів і шаблеподібні верхні ікла, схожі на сучасних кабарг.